# Lobophyllia flabelliformis
Lobophyllia flabelliformis är en korallart som beskrevs av Veron 2002. Lobophyllia flabelliformis ingår i släktet Lobophyllia och familjen Mussidae. IUCN kategoriserar arten globalt som sårbar. Inga underarter finns listade i Catalogue of Life.